# Florentino Ameghino (departamento)
Florentino Ameghino é um departamento da Argentina, localizado na província do Chubut.